# Улица Ивана Серко (Чернигов)
Улица Ивана Серко (до 2022 года — улица Кутузова) (укр. Вулиця Івана Сірка) — улица в Новозаводском районе города Чернигова, исторически сложившаяся местность (район) Старая Подусовка. Пролегает от улицы Теробороны (Гагарина) до конца застройки.
Нет примыкающих улиц.

## История
Улица 16-я Колея проложена в 1959 году. В 1960 году улица 16-я Колея переименована на улица Кутузова — в честь русского полководца Михаила Илларионовича Кутузова. 
С целью проведения политики очищения городского пространства от топонимов, которые возвеличивают, увековечивают, пропагандируют или символизируют Российскую Федерацию и Республику Беларусь, 1 августа 2022 года улица получила современное название — в честь кошевого атамана Запорожской Сечи Ивана Дмитриевича Серко, согласно Решению Черниговского городского совета № 19/VIII-6 «Про переименование улиц в городе Чернигове» («Про перейменування вулиць у м. Чернігові»)

## Застройка
Улица пролегает в северо-западном направлении параллельно Крымской улице, далее делает полукруг, повторяя траекторию ж/д линии Чернигов—Неданчичи. Из-за пролегания вдоль ж/д линии, застроена только западная сторона улицы усадебной застройкой, где нумерация идёт подряд (нет чётной и нечётной сторон). Конец улицы занят гаражами. 
Учреждения: нет.